# Günther von Jagow
Günther Friedrich Ludwig von Jagow (* 14. März 1847 in Berlin; † 9. Oktober 1928 auf Gut Quitzöbel (heute Legde/Quitzöbel), Landkreis Prignitz, Brandenburg) war Gutsbesitzer und preußischer Politiker.

## Familie
Er entstammte dem alten märkischen Adelsgeschlecht von Jagow, das 1268 erstmals urkundlich erwähnt und seit dem 14. Jahrhundert in der Altmark schlossgesessen ist, und war der Sohn des Gutsbesitzers und kurmärkischen Erbjägermeisters Karl von Jagow (1818–1888), Fideikommissherr auf Gut Rühstädt (Landkreis Prignitz) sowie Miteigentümer von Scharpenhufe (heute ein Ortsteil von Aland, Landkreis Stendal) und Natewisch, und dessen erster Ehefrau Luise Freiin von Gayl (1822–1863).
Jagow heiratete am 31. Juli 1874 in Potsdam Anna Gräfin von Perponcher-Sedlnitzky (* 28. April 1855 in Schwerin; † 7. Oktober 1922 auf Gut Quetz (heute Quetzdölsdorf, Ortsteil von Zörbig), Landkreis Anhalt-Bitterfeld), die Tochter des königlich preußischen Kammerherrn Ludwig Graf von Perponcher-Sedlnitzky, preußischer Rittmeister und Zeremonienmeister, und der Adelheid Gräfin von Bülow.
Sein Schwiegersohn ist der kaiserlich deutsche Unterstaatssekretär Hans Joachim von Graevenitz (1874–1938).

## Leben
Jagow war königlich preußischer Rittmeister, Fideikommissherr auf Gut Rühstädt und Erbjägermeister der Kurmark. Außerdem war er Rechtsritter des Johanniterordens und von 1890 bis 1893 Mitglied des Deutschen Reichstags, zuvor von 1882 bis 1888 Mitglied des Preußischen Abgeordnetenhauses für den Wahlkreis Potsdam 1 (West- und Ostprignitz) und die Deutschkonservative Partei. Er war auch Mitglied im Preußischen Herrenhaus.